# Голышев, Сергей Петрович
Сергей Петрович Голышев (1885 — 1918) — капитан 15-го Туркестанского стрелкового полка, герой Первой мировой войны.

## Биография
Из потомственных дворян Нижегородской губернии. Уроженец Гродненской губернии. Общее образование получил дома.
В 1908 году окончил Казанское пехотное юнкерское училище, откуда выпущен был подпоручиком в 8-й Закаспийский стрелковый батальон. 11 ноября 1910 года переведен в 15-й Туркестанский стрелковый полк. 6 января 1912 года переведен в 5-й Сибирский стрелковый полк, а 15 октября того же года произведен в поручики.
14 марта 1913 года переведен обратно в 15-й Туркестанский стрелковый полк, в рядах которого и вступил в Первую мировую войну. Произведен в штабс-капитаны 29 января 1916 года. Удостоен ордена Св. Георгия 4-й степени
За то, что в бою 10 июля 1916 года, у селения Бандоле, будучи начальником пулеметной команды названного полка, поражаемый сильным перекрестным огнем противника, приостановил наступление, — со своими 8-ю пулеметами занял открытую позицию на фланге батальона и, воодушевляя команду личным примером мужества, открыл напряженный огонь по турецким окопам, чем оказал большое содействие батальону, немедленно возобновившему натиск и овладевшему позицией врага.
Произведен в капитаны 4 февраля 1917 года. С началом Гражданской войны полковник Голышев прибыл на Дон в Добровольческую армию. Участвовал в 1-м Кубанском походе, был командиром 2-го батальона Корниловского ударного полка. По сообщению журнала «Донская волна», убит 13 марта 1918 года на станции Хацапетовка.

## Награды
- Орден Святой Анны 3-й ст. с мечами и бантом (ВП 25.11.1915)
- Орден Святой Анны 4-й ст. с надписью «за храбрость» (ВП 14.12.1915)
- Высочайшее благоволение «за отличия в делах против неприятеля» (ВП 8.07.1916)
- Орден Святого Станислава 2-й ст. с мечами (ВП 8.12.1916)
- Орден Святого Георгия 4-й ст. (ВП 12.02.1917)